# Dreiband-Weltmeisterschaft 1934

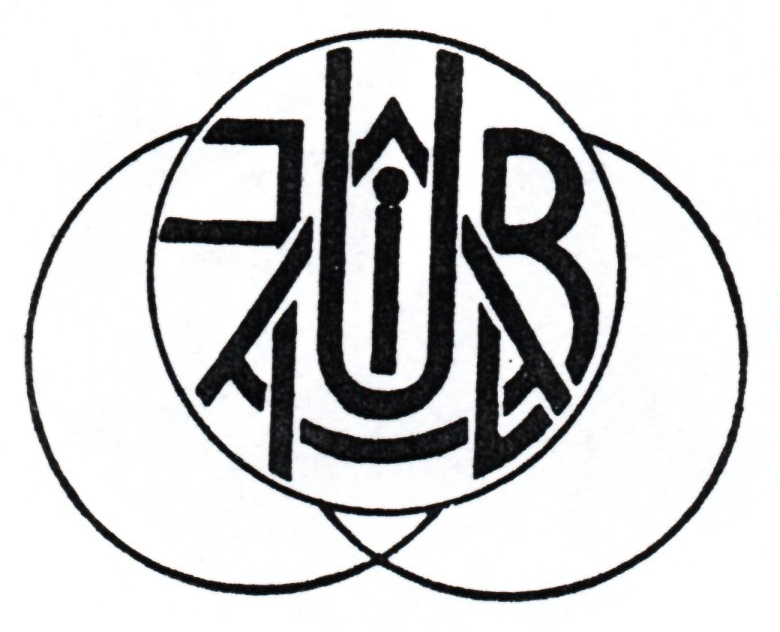
Logo UIFAB (ausrichtender Verband)

Die Dreiband-Weltmeisterschaft 1934 war das siebte Turnier in dieser Disziplin des Karambolagebillards und fand vom 11. bis zum 16. April 1934 in Barcelona statt. Es war die zweite Dreiband-Weltmeisterschaft in Barcelona.

## Geschichte
Wieder wurde ein Spanier im eigenen Land Weltmeister. Claudio Puigvert dominierte ohne Niederlage das Turnier. Nach einer Regeländerung wurde erstmals mit Aufnahmengleichheit gespielt. Dadurch gab es bei der Partie Davin gegen Sengers ein Unentschieden.

## Modus
Gespielt wurde in einer Finalrunde „Jeder gegen Jeden“ bis 50 Punkte.

## Abschlusstabelle

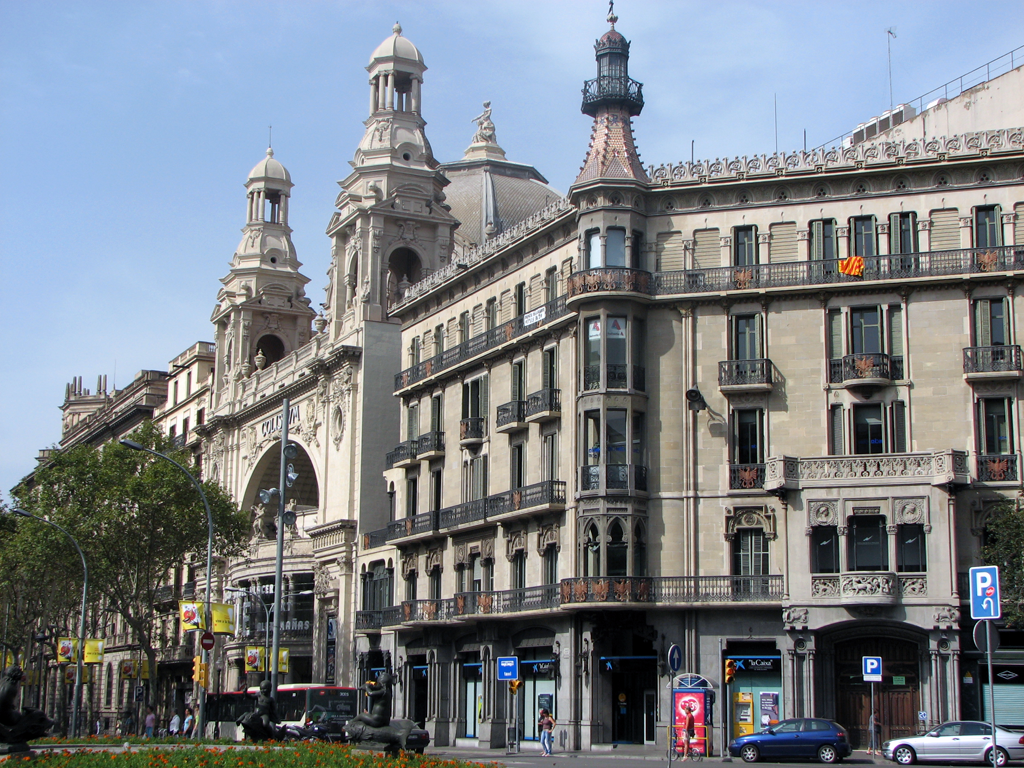
Coliséum.

| MP    | Match Points (Sieger = 2; Unentschieden = 1; Verlierer = 0) |
| Pkte. | Erzielte Karambolagen                                       |
| Aufn. | Benötigte Versuche                                          |
| GD    | Generaldurchschnitt                                         |
| BED   | Bester Einzeldurchschnitt eines Spielers                    |
| HS    | Höchstserie                                                 |
|       | Bester GD des Turniers                                      |
|       | Bester ED des Turniers                                      |
|       | Beste HS des Turniers                                       |
|       | 1. Platz (Gold)                                             |
|       | 2. Platz (Silber)                                           |
|       | 3. Platz (Bronze)                                           |

| Platz                      | Name                 | MP   | Pkte. | Aufn. | GD    | BED   | HS |
| -------------------------- | -------------------- | ---- | ----- | ----- | ----- | ----- | -- |
| 1                          | Claudio Puigvert     | 16:0 | 400   | 575   | 0,695 | 0,806 | 9  |
| 2                          | Jacques Davin        | 13:3 | 375   | 635   | 0,590 | 0,704 | 7  |
| 3                          | Jean Albert          | 12:4 | 342   | 675   | 0,506 | 0,675 | 9  |
| 4                          | Arnoud Sengers       | 11:5 | 387   | 718   | 0,538 | 0,704 | 9  |
| 5                          | Enrique Miró         | 8:8  | 359   | 649   | 0,553 | 0,735 | 7  |
| 6                          | Alfred Aeberhard     | 6:10 | 358   | 683   | 0,524 | 0,704 | 5  |
| 7                          | Otto Unshelm         | 4:12 | 329   | 763   | 0,431 | 0,561 | 5  |
| 8                          | Emile Zaman          | 2:14 | 334   | 628   | 0,531 | 0,581 | 6  |
| 9                          | Elmar Sidney Prather | 0:16 | 302   | 772   | 0,391 | –     | 4  |
| Turnierdurchschnitt: 0,522 |                      |      |       |       |       |       |    |